# Хорошавин, Анатолий Иванович
Анатолий Иванович Хорошавин (1 мая 1937 — октябрь 1998) — директор института «Липецкгражданпроект» (с 1990 года), заслуженный строитель Российской Федерации.

## Биография
А. И. Хорошавин родился 1 мая 1937 года в Липецке в семье работника управления капитального строительства (УКС) Новолипецкого металлургического завода (НЛМЗ). В 1959 году окончил Московский инженерно-строительный институт имени Куйбышева по специальности промышленное и гражданское строительство. Трудовую деятельность начал в городе Дубне Московской области в качестве мастера, а затем прораба на строительстве первых объектов атомной энергетики в СССР.
В 1962 году вернулся в Липецк. Работал в тресте «Жилстрой». В апреле 1966 перешёл на работу в институт «Липецкгражданпроект», с которым связана вся дальнейшая биография Анатолия Ивановича. В августе 1966 назначен главным инженером, а в 1990 году — директором этого проектного института.
Был организатором и стержнем работы «Липецкгражданпроекта», стоял в основе разработки и развития панельного домостроения в Липецке, руководил работами в этой сфере, за что в 1982 году награждён медалью ВДНХ. Принимал активное участие в решении важнейших градостроительных проблем и развитии инфраструктуры Липецка. За трудовую деятельность неоднократно поощрялся руководством области и города. В 1997 году А. И. Хорошавину присвоено почётное звание «Заслуженный строитель Российской Федерации».
По воспоминаниям работавших рядом с Анатолием Ивановичем, он обладал прекрасными деловыми и человеческими качествами, высокой культурой, пользовался огромным уважением среди строителей и архитекторов города.
Умер Анатолий Иванович Хорошавин в октябре 1998 года. 20 апреля 1999 года его имя присвоено новой улице в 27-м микрорайоне Липецка.
Информация об А. И. Хорошавине любезно предоставлена главным архитектором института «Липецкгражданпроект» М. В. Мордуховичем.